# L'Homme qui tua Don Quichotte
Pour plus de détails, voir Fiche technique et Distribution.
L'Homme qui tua Don Quichotte (The Man Who Killed Don Quixote) est un film d'aventures multinational coécrit et réalisé par Terry Gilliam et sorti en 2018. Il s'agit d'une adaptation du roman Don Quichotte de Miguel de Cervantes.
C'est un projet de longue date du réalisateur, qui avait commencé à le tourner en 2000 avant de devoir l'interrompre, une première tentative relatée dans le documentaire Lost in La Mancha (2002). Longtemps considéré comme un « film maudit », il est finalement sorti en salles en France le 19 mai 2018 et a fait la clôture du festival de Cannes le même jour.
Il est dédié à la mémoire de Jean Rochefort et John Hurt, qui avaient participé aux tentatives précédentes.

## Synopsis
Toby, un réalisateur de pubs désabusé, se rend en Espagne pour le tournage d'une publicité. Il y rencontre un gitan qui lui offre une copie du film de jeunesse — une adaptation lyrique de l'histoire de Don Quichotte — que Toby avait réalisé dans la région il y a une dizaine d'années. Ému de cette redécouverte, Toby part à la recherche du petit village de Los Sueños où il avait tourné ce film. Il se trouve mêlé à toute une série de catastrophes.

## Fiche technique
- Titre original : The Man Who Killed Don Quixote
- Titre français : L'Homme qui tua Don Quichotte
- Réalisation : Terry Gilliam
- Scénario : Terry Gilliam et Tony Grisoni, d'après le roman Don Quichotte de Miguel de Cervantes
- Musique : Roque Baños
- Décors : Benjamín Fernández
- Photographie : Nicola Pecorini
- Montage : Lesley Walker
- Production : Jeremy Thomas, Gerardo Herrero, Gabriele Oricchio, Mariela Besuievsky, Amy Gilliam (de), Yousaf Bokhari
- Sociétés de production : Recorded Picture Company, Tornasol Films, Entre chien et loup, Ukbar Filmes, Amazon Studios
- Budget : 17 millions d’euros[réf. nécessaire]
- Format : couleur - 2.35 :1 - numérique
- Pays de production :  Espagne,  Portugal,  Royaume-Uni,  Belgique et  France
- Genre : aventures, comédie dramatique, fantastique
- Durée : 132 minutes
- Dates de sortie : 
  - France : 19 mai 2018 (Festival de Cannes et sortie nationale)
  - Espagne : 1er juin 2018
  - Belgique : 25 juin 2018
  - Allemagne : 27 septembre 2018
  - Italie : 27 septembre 2018
  - Classification :
  - France : tous publics
  - Espagne : déconseillé aux moins de 12 ans

## Distribution
- Jonathan Pryce (VF : Jean-Luc Kayser) : Don Quichotte
- Adam Driver (VF : Valentin Merlet) : Toby
- Olga Kurylenko : Jacqui
- Stellan Skarsgård : le patron et mari de Jacqui
- Joana Ribeiro : Angelica
- Óscar Jaenada : le gitan
- Jason Watkins : Rupert, l'agent de Toby
- Sergi López : le fermier
- Rossy de Palma (VF : elle-même) : la femme du fermier
- Jordi Mollà : Alexei Miiskin, le cruel oligarque
- Hovik Keuchkerian : Raul

## Production

### Genèse et développement

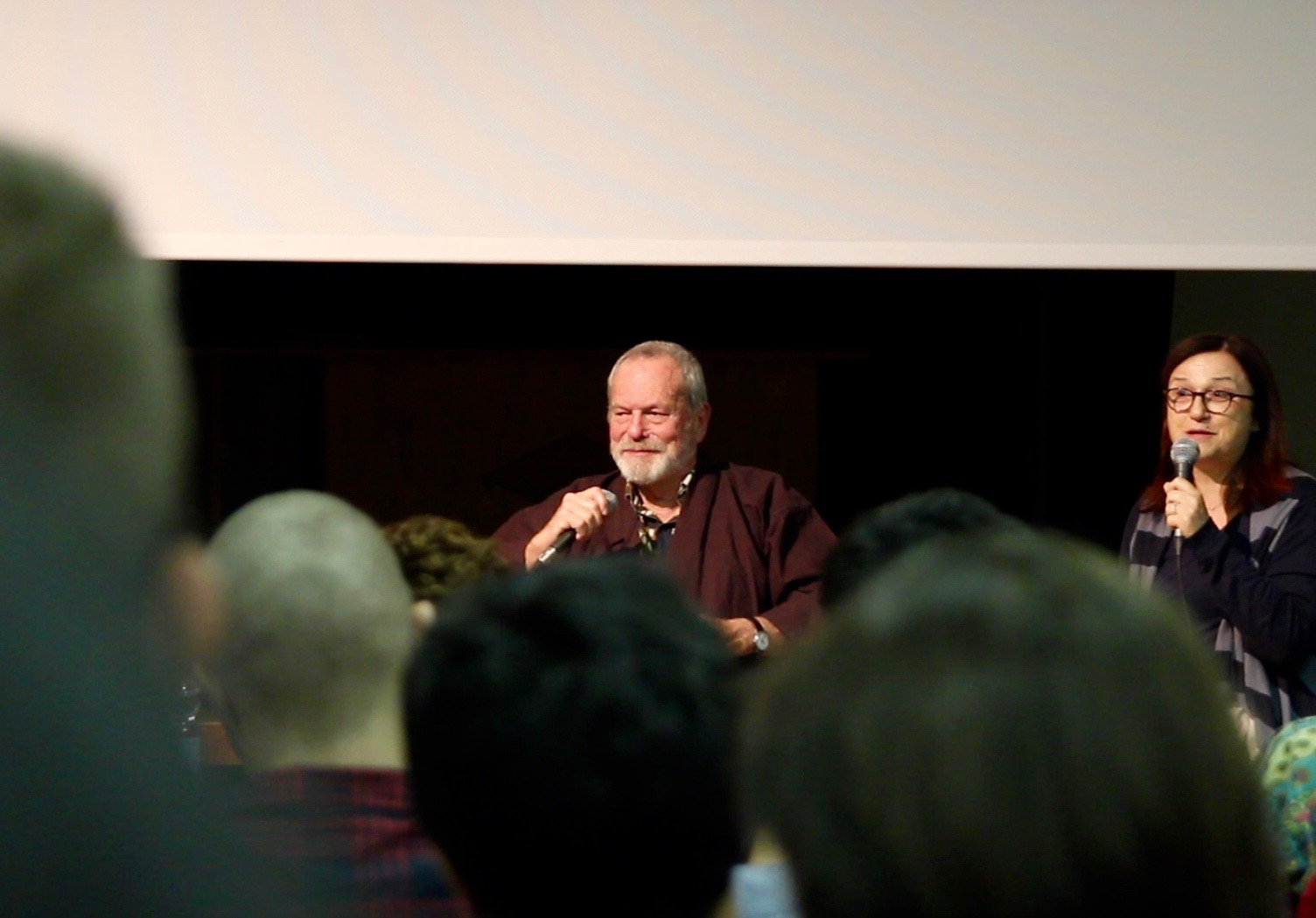
Le réalisateur Terry Gilliam à une présentation du film à Bologne, en Italie, en septembre 2018.

Terry Gilliam a l'idée d'adapter le Don Quichotte de Cervantès en 1990. Il appelle alors le producteur Jake Eberts et lui tient ce discours : « J'ai deux noms pour toi : Quichotte et Gilliam, et j'ai besoin de 20 millions de dollars ». Ce n'est qu'après avoir reçu l'accord du producteur que Terry Gilliam lira le livre de Cervantès, pour se rendre compte qu'il était infilmable.
Ce n'est que plusieurs années plus tard, après avoir écrit une première mouture avec Charles McKeown, qu'il trouvera l'angle de son adaptation : il décide de mêler le personnage de Don Quichotte avec l'idée de base du roman Un Yankee à la cour du roi Arthur de Mark Twain : ainsi, il adjoint au personnage de Don Quichotte un acolyte venu des temps modernes. Cet acolyte, un publicitaire du nom de Toby Grosini (en référence à son coscénariste d'alors, Tony Grisoni), est censé servir de contrepoint au personnage de Don Quichotte, mettant en exergue son décalage avec le monde qui l'entoure. C'est cette version qui entrera en production sous le titre The Man Who Killed Don Quixote en 1999.

#### 2000: projet avec Jean Rochefort et Johnny Depp
Terry Gilliam estime le budget prévisionnel du film à 60 millions de dollars. Conscient que les studios américains ne s'engageront jamais sur l'adaptation d'un roman européen du XVIIe siècle, le réalisateur sait qu'il ne peut faire ce film qu'en Europe, avec des fonds européens. La productrice anglaise Sarah Radclyffe (en) est intéressée par le scénario et approche Pathé et Canal+ pour trouver un financement. Gilliam parvient à réunir un budget de 40 millions de dollars. En plus de Pathé et Canal Plus, un producteur allemand du nom de Rainer Mockert se propose de compléter le budget en faisant appel à un fonds d'investissement privé allemand. Néanmoins, les fonds promis n'arriveront jamais, et le tournage, prévu pour débuter en septembre 1999, est reporté.
Terry Gilliam part alors à la recherche d'autres partenaires : la compagnie @radical.media (en) s'engage à hauteur de 500 000 dollars tandis que René Cleitman, de la société Hachette Première reprend le projet des mains de Sarah Radclyffe (en).
En janvier 2000, René Cleitman propose un budget d'environ 30 millions de dollars. Les investisseurs allemands de KC Medien permettent de boucler le financement et le tournage peut commencer en octobre 2000.
Le début du tournage, perturbé par une infection de la prostate de Jean Rochefort, commence en octobre 2000, près d'une base militaire au nord de Madrid. Tout d'abord, le vol des avions militaires empêche la prise de son directe. Au deuxième jour de tournage, des pluies diluviennes emportent une partie du matériel de tournage, et verdissent le désert qui ne peut plus servir pour la suite des décors. Deux jours plus tard, Jean Rochefort souffre d'un violent mal de dos qui l'oblige à consulter son médecin à Paris, lequel diagnostique une double hernie discale qui empêche désormais l'acteur de tenir physiquement son rôle (depuis ce jour, il ne montera plus jamais à cheval). Jean Rochefort déclarera plus tard que le cheval jouant Rossinante avait été privé de nourriture pendant quarante jours afin qu'il s'amaigrisse. Selon lui, le cheval serait mort quelques jours après son départ. Gilliam contredira cette version des faits, en déclarant plus tard : « On dit toujours que j'ai affamé le cheval pour qu'il ait l'air tout maigre, mais non… Moi, j'y suis pour rien, et puis le cheval est mort bien après le tournage ! » et « C'est absolument faux, je n'ai jamais maltraité le moindre animal ! Le cheval était pris en charge par un dresseur. J'ai entendu dire que l'animal était mort, mais c'est arrivé longtemps après que le tournage a été interrompu. », « C’est horrible qu’on ait dit ça sur moi. (…) J’ai revu Jean un an avant sa mort et il ne m’a jamais reparlé de ça. ».
Alors que les déclarations sur le tard de Jean Rochefort laissent imaginer une relation de travail impossible entre l'acteur et Terry Gilliam, d'autres entretiens peignent un portrait plus nuancé de la relation entre les deux hommes, même empreinte d'une certaine affection (pendant le tournage et ensuite). En effet, Jean Rochefort déclara notamment dans une interview à France Culture en 2003 que Terry Gilliam lui avait « donné en cadeau » la promesse de ne pas refaire Don Quichotte sans obtenir son accord sur l'acteur qui devait le remplacer dans le rôle de Don Quichotte. Rochefort a ainsi avoué que même s'il ne comptait pas « abuser de ce pouvoir », cette attention lui a fait du bien, et a même contribué à le sortir de la dépression qui l'avait frappé pendant plusieurs mois après l'annulation du tournage. "C’était un rôle extraordinaire, avec un metteur en scène fabuleux et des partenaires de rêve.", dira-t-il dans un entretien à Paris Match en 2001, après la fin du tournage.
Ceci, ajouté au retard pris par d'autres éléments de la production, contraint Terry Gilliam et son producteur français René Cleitman à jeter l'éponge. Néanmoins subsiste de ce projet un documentaire, intitulé Lost in La Mancha, monté à partir des rushes, des images de tournages de Keith Fulton et Louis Pepe, initialement chargés du making-of du film, et d'interviews des protagonistes.
Distribution de cette première tentative
- Jean Rochefort : Don Quichotte
- Johnny Depp : Toby Grosini
- Vanessa Paradis : Dulcinée
- Christopher Eccleston
- Miranda Richardson
- Bill Paterson
- Rossy de Palma

#### 2008-2010: projet avec Robert Duvall et Ewan McGregor
Après avoir récupéré les droits de son scénario en 2008, Terry Gilliam réécrit en partie le script avec son coscénariste Tony Grisoni et projette de tourner le film en avril 2010, sous réserve d'arriver à réunir les fonds nécessaires.
Dans le nouveau scénario, Toby Grosini n'est plus un publicitaire mais un « jeune cinéaste frustré » qui est attiré par la quête menée par Don Quichotte pour retrouver sa bien-aimée.
Lors d'une interview en décembre 2009, Robert Duvall confirme qu'il a été choisi par Terry Gilliam pour reprendre le rôle de Don Quichotte. Puis, en mai 2010, durant le festival de Cannes, Terry Gilliam annonce qu'Ewan McGregor tiendra le rôle de Toby Grosini et annonce un budget aux alentours des 20 millions de dollars. Mais quelques semaines plus tard, Variety annonce qu'en fait, Gilliam a perdu son financement.

#### 2011-2012: projet avec Robert Duvall et Owen Wilson
Fin 2011, Gilliam déclare au détour d'une interview que le projet est désormais porté par un nouveau producteur (remplaçant ainsi Jeremy Thomas) et qu'il espère entrer en tournage au printemps 2012. Pour cette version, si Robert Duvall devait toujours jouer Don Quichotte, Ewan McGregor ne faisait plus partie de la distribution. Il aurait été remplacé par Owen Wilson. Néanmoins le projet est une nouvelle fois annulé par manque d'argent. À la place, Terry Gilliam tourne Zero Theorem.

#### 2014-2016: projet avec John Hurt et Jack O'Connell
Une fois Zero Theorem terminé, Gilliam déclare vouloir à nouveau s'atteler au projet. 
Le scénario ne fait plus mention d'un voyage dans le temps et, comme c'était déjà le cas pour le projet avec Robert Duvall et Ewan McGregor, le personnage de Toby Grosini est désormais un jeune réalisateur qui a déjà fait un film sur Don Quichotte et retourne sur les lieux du tournage pour constater que son film a détruit la vie de la plupart des gens qui y ont participé : « certains sont devenus fous, d'autres alcooliques, d'autres se prostituent ». On pourra distinguer dans cette idée une certaine mise en abyme des propres mésaventures de Terry Gilliam et de ses tentatives avortées de réaliser un film autour de Don Quichotte.
En mai 2014, John Hurt déclare que Terry Gilliam lui a demandé de jouer Don Quichotte et en novembre 2014, Variety révèle que le rôle principal de Toby sera tenu par Jack O'Connell[source insuffisante]. 
Le budget du film est alors estimé à 21 millions de dollars mais, en dépit d'un partenariat avec Amazon Studios, les producteurs chargés de cette version, l'Anglaise Denise O'Dell et l'Espagnol Adrián Guerra, échouent à trouver les fonds nécessaires, avec un trou dans leur budget de 3 millions d'euros. Par ailleurs, John Hurt est diagnostiqué d'un cancer du pancréas à l'été 2015, ce qui, même après rémission, l'empêche d'être assuré pour le film et le met hors d'état de participer au projet.
Cette nouvelle mouture échoue donc comme les précédentes et le projet change de producteur en passant dans les mains de Paulo Branco en 2016.

#### 2016: projet avec Michael Palin et Adam Driver
Alors que, depuis 2008, Tony Grisoni et Terry Gilliam réécrivent régulièrement le scénario à raison d'environ deux fois par an[source insuffisante], le projet est récupéré en février 2016 par le producteur Paulo Branco, qui s'engage à faire le film pour un budget de 16 millions d'euros minimum. Les rôles de Toby et de Don Quichotte seront repris par Adam Driver et Michael Palin[source insuffisante] et, lors du festival de Cannes, Paulo Branco et Terry Gilliam annoncent un tournage de onze semaines commençant en octobre 2016, dans le but avoué de présenter le film lors du 70e festival de Cannes en 2017[source insuffisante].
Cependant, la relation entre les deux hommes s'envenime vite, Gilliam reprochant à Branco sa volonté de mainmise sur le processus créatif (le producteur veut imposer sa sœur au poste de costumière, fait pression pour tourner en numérique plutôt qu'en pellicule, ou veut récuser l'assistant réalisateur choisi par Gilliam ainsi que Michael Palin), tandis que Branco reproche au réalisateur son comportement d'« enfant gâté ». Alors que plusieurs financiers (Amazon et Kinology) quittent le projet, échaudés par la réputation de Paulo Branco, Gilliam s'impatiente et demande des garanties financières à son producteur, qui, devant le manque de moyens, plaide maintenant pour une réduction du budget. Les points de vue des deux hommes deviennent si irréconciliables que Branco décide d'annuler la préproduction du film le 6 août 2016. Elle ne pourra reprendre que si Gilliam accepte de lui donner les pleins pouvoirs sur le film. Le réalisateur refuse et se considère donc libre d'aller chercher un autre partenaire pour monter le projet.

#### 2017-2018: concrétisation du projet avec Jonathan Pryce et Adam Driver
À la suite du report du tournage, Michael Palin préfère se concentrer sur de nouveaux projets de documentaires et d'essais. Il est remplacé par un autre habitué de l'univers de Terry Gilliam en la personne de Jonathan Pryce. Olga Kurylenko, Stellan Skarsgård, Rossy de Palma et Sergi López complètent la distribution.
Tornasol Films, les coproducteurs espagnols trouvés par Paulo Branco, deviennent les producteurs principaux du long-métrage et réutilisent le montage financier mis en place par Denise O'Dell en 2015 (voir section « 2014-2016 : projet avec John Hurt et Jack O'Connell ») : Amazon et Kinology prennent donc bien part au financement du film, et les 3 millions d'euros manquants de la précédente version sont finalement apportés par Alessandra Lo Savio de Alacran Pictures, qui devient productrice exécutive sur le film.
Le film est une coproduction entre l’Espagne, le Portugal, le Royaume-Uni, la France et la Belgique. Amazon Studios acquiert les droits pour distribuer le film en Amérique du Nord (en salles puis en VOD). En mai 2018, on apprendra néanmoins qu'Amazon s'est retiré du projet en tant que distributeur, par peur notamment d'hypothétiques futurs conflits légaux avec Paulo Branco, qui pourraient compliquer la sortie du film. C'est finalement le distributeur Screen Media (en) qui annoncera fin 2018 avoir acquis les droits du film pour une sortie américaine prévue pour mars 2019.
Le tournage peut ainsi débuter en Espagne continentale le 6 mars 2017, il passe ensuite par le Portugal du 24 avril au 8 mai, pour se finir aux Canaries fin mai.
Fragilisé par une attaque cérébrale en 2016,, à la suite de l'annulation du projet avec Paulo Branco, Gilliam a apparemment traversé la production dans un état de santé relativement précaire, devant notamment porter un cathéter pendant les trois dernières semaines du tournage avant de subir une opération de la prostate au début de la post-production.
Néanmoins, le 4 juin, Terry Gilliam annonce la fin du tournage sur sa page Facebook.
Poursuivant le travail effectué sur le tournage avorté de 2000, Keith Fulton et Louis Pepe, les réalisateurs de Lost in La Mancha, ont suivi la production — réussie cette fois — du long-métrage pour en tirer un nouveau film making of. Ce film intitulé He Dreams of Giants (en) se concentrera plus particulièrement sur Terry Gilliam lui-même, son processus créatif et « les conflits internes qui ont lieu dans l'esprit d'un artiste ». Fulton et Pepe ont ainsi réalisé plusieurs séquences en utilisant ce qu'ils appellent une technique d'« écran mental », où ils restent focalisés sur le visage de Gilliam, révélant ainsi ses réactions à ce qui se passe autour de lui. Ces plans sont au cœur de leur nouveau film. La première projection de He Dreams of Giants a lieu au festival du documentaire DOC NYC à New York le 10 novembre 2019.

##### Problèmes juridiques avec Paulo Branco
Parallèlement au tournage et à la post-production du film, l'ex-producteur Paulo Branco veut faire valoir devant la justice les droits qu'il estime toujours avoir sur le scénario. S'ensuivent de nombreux procès devant différents tribunaux : ainsi, en mai 2017, alors que le tournage entre dans sa dernière semaine, le tribunal de grande instance de Paris proclame la validité du contrat unissant Gilliam et Branco. Le producteur estime alors que le film ne pourra être exploité sans son accord,. Après deux jugements à Paris et à Londres donnant raison à Paulo Branco, l'affaire est portée devant la cour d'appel de Paris. Dans un communiqué, les producteurs et distributeurs estimeront néanmoins qu'aucune procédure judiciaire ne peut entraver la sortie du film, précisant que le contrat au cœur du conflit stipule qu'« aucun conflit juridique ne peut avoir pour effet de retarder, de quelque manière que ce soit, la production ou l'exploitation du film ». De fait, Paulo Branco a tenté de faire annuler le tournage en mai 2017 mais s'est vu débouté de ses demandes (« Dans ces conditions, les demandes reconventionnelles tendant à la suspension du tournage et à la production du dossier destiné au fonds européen Eurimages ne sont pas suffisamment justifiées et doivent être rejetées » dixit le jugement du tribunal de grande instance de Paris) et l'exploitation du film se poursuit donc de manière normale.
Le 15 juin 2018, la cour d'appel de Paris proclame la validité du contrat unissant Terry Gilliam et Paulo Branco. Alors que Paulo Branco proclame son intention d'engager des poursuites pour demander des dommages et intérêts et estime que ce jugement signifie que « le film appartient à Alfama [société de production créée par Paulo Branco, ndlr]", les producteurs espagnols de Tornasol Films estiment au contraire dans un communiqué que « le juge a considéré le 15 juin que le contrat [entre Terry Gilliam et Paulo Branco] n'avait pas été résilié proprement par M. Gilliam, et c'est la seule chose dont le jugement parle. Jamais il n'établit que les droits du film appartiennent à Paulo Branco. » En effet l'arrêt se contente de débouter Gilliam de sa « demande de caducité » relative à son contrat avec Branco, et le condamne aux dépens d'appel ainsi qu'à régler 10 000 euros de frais d'appel à la société Alfama Films. La sortie du film en France et dans le monde n'est pas affectée.
Cette décision sera ensuite confirmée au Royaume-Uni et en Espagne, sans que la validité des droits d'exploitation du film ne soit remise en cause pour autant, la productrice Mariela Besuievsky allant même jusqu'à préciser dans un communiqué que « Alfama et Leopardo n'ont pas contribué financièrement au film, et n'en sont donc pas producteurs. Tous les contrats signés par les coproducteurs de L'Homme qui tua Don Quichotte sont valides pour l'exploitation. Les producteurs Tornasol, Entre Chien et Loup, Kinology et Ukbar sont responsables du financement du film, aux côtés d'autres financiers. Alfama doit arrêter de propager des interprétations malveillantes des jugements français, anglais et espagnols. »
Le 12 juin 2019, un tribunal portugais spécialisé en propriété intellectuelle saisi par Paulo Branco refuse de lui accorder des droits sur le film et conclut que la société de production portugaise Ukbar Filmes, attaquée par Branco, peut exploiter le film de plein droit sur le territoire portugais. Branco annonce qu'il fera appel, mais cette décision juridique est un coup dur pour sa stratégie d'indemnisation puisque la cour reconnaît qu'il n'est ni créateur ni producteur de l’œuvre et ne peut donc prétendre à de quelconques droits d'auteur relatifs à celle-ci.
Allant dans le même sens, le 4 octobre 2019, la justice française condamne Paulo Branco à 60 000 euros de dommages et intérêts envers les sociétés de distribution Kinology, Star Invest et Océan Films, et déclare que Branco n'a aucun droit sur le film et n'en a jamais été producteur.
Le 17 décembre 2020, Paulo Branco est débouté de sa demande de dommages et intérêts à la société de production Recorded Picture Company devant la cour de droit de la propriété intellectuelle de Londres, le jugement concluant à l'incapacité manifeste de Branco à produire le film comme le voulait Terry Gilliam.Branco, à travers sa société Alfama, est condamné au remboursement des frais de justice engagés par Recorded Picture Company.

## Accueil

### Festival et sorties
Le 19 avril 2018, le Festival de Cannes annonce que le film est sélectionné en tant que film de clôture pour une projection le 19 mai 2018. Il sortira en salles en France le même jour. Le film est dédié à la mémoire de Jean Rochefort et de John Hurt.

### Problèmes avec Paulo Branco lors du festival de Cannes
Moins d'une semaine après l'annonce de la sélection cannoise, Paulo Branco conteste de nouveau la validité de l'exploitation du film et assigne le festival de Cannes en référé pour demander l'interdiction de la projection du long-métrage dans le cadre du festival,  une demande sur laquelle se prononcera le Tribunal de Grande Instance de Paris le 7 mai 2018. La polémique pousse le festival de Cannes à publier un communiqué le 30 avril pour apporter son soutien à Terry Gilliam et condamner la démarche de Paulo Branco (extraits : « Branco laisse son avocat procéder à des intimidations ainsi qu’à des affirmations diffamatoires aussi dérisoires que grotesques, dont l’une vise l’ancien Président d’une manifestation dont il s’est servi toute sa carrière pour établir sa propre réputation. […] Le Festival de Cannes respectera la décision de justice à intervenir, quelle qu’elle soit, mais nous tenons à redire qu’il se tient du côté des cinéastes et en l’espèce du côté de Terry Gilliam dont on sait l’importance qu’a pour lui un projet qui a connu tant de vicissitudes »).
Le 2 mai, les producteurs et le distributeur français signent un nouveau communiqué de presse contestant les accusations de Paulo Branco. Ils y pointent « l'interprétation spécieuse » faite par Paulo Branco des décisions de justice relatives au film, concluant qu'« il n’existe donc aucune reconnaissance des droits de M. Branco par la justice ». En effet, Paulo Branco n'aurait jamais acquis les droits du scénario du film, car « s’il a bénéficié d’une option pour acquérir ces droits auprès de leur titulaire, la société anglaise RPC, il ne l’a jamais levée car il était dans l’incapacité d’en payer le prix de 250 000 euros ». Il se serait par ailleurs écarté lui-même de la production en reconnaissant par courrier à Terry Gilliam en août 2016 : « Notre collaboration est impossible. Bonne chance avec un autre producteur ». Selon les signataires du communiqué, la menace d'annulation de la projection cannoise du film serait donc uniquement la conséquence d'un ultimatum posé par Paulo Branco le 15 mars 2018 : « Pourquoi en est-on arrivé là ? Parce que, le 15 mars 2018, les producteurs ont refusé l’ultimatum non négociable de M. Branco transmis en présence de tiers : cet ultimatum, c’est 3,5 M€ pour lui, qui se répartiraient en 2 millions d’euros cash immédiatement et 1,5 million d’euros sur les recettes à venir ». Ce communiqué cinglant, intitulé « Pourquoi M. Branco n’a pas été, n’est pas et ne sera jamais le producteur du Don Quichotte de Terry Gilliam ? » recueillera pour tout commentaire du camp adverse ce tweet de Juan Branco, avocat et fils de Paulo Branco : « Cute » (mignon).
Le 9 mai 2018, Le tribunal de Grande Instance de Paris donne raison aux producteurs du film et au festival de Cannes contre Paulo Branco et autorisent la projection du film en clôture du festival de Cannes.
Avec cette décision, le Centre National du Cinéma estime que plus rien ne s'oppose à la sortie du film dans les salles françaises, et attribue au film un visa d'exploitation « tout public » le jeudi 10 mai 2018. Dans un communiqué, l'organisme précise : « Ce visa doit être demandé par le producteur du film, c'est-à-dire celui qui prend la responsabilité du financement et de la réalisation de l'œuvre. La société Kinology, avec des coproducteurs espagnols, portugais et belges, a assuré la production effective du film et est la seule à avoir déposé une demande de visa d'exploitation. Le contentieux qui oppose par ailleurs M. Branco (Alfama Films) à M. Gilliam, porte sur les conditions dans lesquelles il a été mis fin à leur collaboration, et sur les droits dont M. Branco serait encore titulaire en application de la convention conclue entre eux. La décision du juge des référés d'hier a confirmé qu'il serait disproportionné d'empêcher la diffusion de l'œuvre en raison de ce conflit, lequel sera tranché définitivement par la juridiction judiciaire ».
À la suite de l'obtention de ce visa, plus rien n'empêche la sortie du film sur les écrans français le samedi 19 mai 2018, en même temps que sa projection au festival de Cannes. De fait, la veille de la sortie, le tribunal de grande instance de Paris déboute Paulo Branco de sa nouvelle demande de suspension de l'exploitation du film.

### Accueil critique
En France, le site Allociné recense une moyenne des critiques de presse de 3,3⁄5.
Parmi les critiques les plus positifs en France, on trouve Pierre Eisenreich  pour Positif, qui évoque « un spectacle cinématographique correspondant totalement à l'idiosyncrasie de l'imaginaire de Gilliam ». Thomas Sotinel pour Le Monde, pour qui « L’Homme qui tua Don Quichotte vibre d’une énergie, d’un plaisir de faire du cinéma communicatifs » ou encore François Forestier qui parle de « folie cinématographique » et de « feu d'artifice » pour L'Obs.
À l'inverse, les critiques les plus négatives viennent de Luc Chessel pour Libération, pointant un spectacle « tournant à vide dans une grosse machine à produire de la mise en abyme », et d'Éric Neuhoff pour Le Figaro, qui regrette un film qui « engendre l'effarement et la gêne ».
Au niveau international, l'accueil est également divisé mais positif, l'agrégateur de critiques Rotten Tomatoes faisant état d'une « moyenne » de critiques positives de 65 % (recensées en avril 2019). Ce « score » fait de L'homme qui tua Don Quichotte le film de Terry Gilliam le plus apprécié par la critique anglo-saxonne depuis L'armée des 12 singes (L'Imaginarium du docteur Parnassus cumule 64 % de critiques positives recensées, Zero Theorem en cumule 50 %, Tideland 30 % et Las Vegas Parano 49 %).

### Box-office
- France : 122 744 entrées[65]

### Éditions vidéo
Le film devait initialement sortir en DVD et Blu-Ray le 26 septembre 2018 en France mais cette sortie a été annulée. Le site Amazon indique une date de sortie du film en DVD et blu-ray avec sous-titres et version française au 6 février 2019 mais il s'agit de l'édition belge.

## Distinctions
En 2019, en vertu de son statut de coproduction européenne, le film concourt pour les prix du cinéma Belge et Espagnol. Aux prix Goya, le film est nommé dans les catégories meilleurs costumes, meilleurs décors, meilleurs maquillages et coiffures, meilleure direction de production et meilleure chanson originale. Le film sera lauréat de 2 prix sur ces 5 nominations.

### Récompenses
- Prix Goya
  - Meilleurs maquillages et coiffures
  - Meilleure direction de production
- Magritte du cinéma (2019)
  - Meilleur film étranger en coproduction